# Carin Fahlin
Carin Erika Kristina Fahlin (* 11. Oktober 1900 in Linköping; † 12. März 1964) war eine schwedische Romanistin und Mediävistin.

## Leben
Fahlin promovierte in Uppsala mit der Etude sur le manuscrit de Tours de la Chronique des ducs de Normandie par Benoît (Uppsala 1937). Nachdem sie 1959 den Ruf auf die Nachfolge Gunnar Tilanders in Stockholm wegen schwerer Erkrankung nicht annehmen konnte, erhielt sie 1961 in ihrer Heimatuniversität Uppsala ein persönliches Ordinariat.

## Werke
- Étude sur l’emploi des prépositions en, à, dans au sens local. M. Nijhoff, Uppsala 1942.
- (Hrsg.) Pedro Antonio de Alarcón: La buenaventura och andra noveller. Med glossar och kommentar av Carin Fahlin. (= Spansk lektyr. 1). Lundequistska bokh, Uppsala 1945.
- (mit Åke W:son Munthe) Spansk grammatik. Stockholm 1949.
- (Hrsg.) Benoît de Sainte-More: Chronique des Ducs de Normandie. 4 Bände. Uppsala / Stockholm 1951, 1954, 1967 (mit Östen Södergård), 1979 (mit Sven Sandqvist).